# アロイス・アントン・ポルツェリ
アロイス・アントン・ニコラウス・ポルゼッリ（Alois Anton Nikolaus Polzelli、1783年4月22日 − 1855年）は、オーストリア出身の作曲家、ヴァイオリニスト。

## 解説
フランツ・ヨーゼフ・ハイドンの息子で、ハンガリー、ペシュトで亡くなる。残った作品はカンタータやヴァイオリン協奏曲など少数だが、現在でも高く評されている。